# Liste des plus hauts bâtiments de Chypre

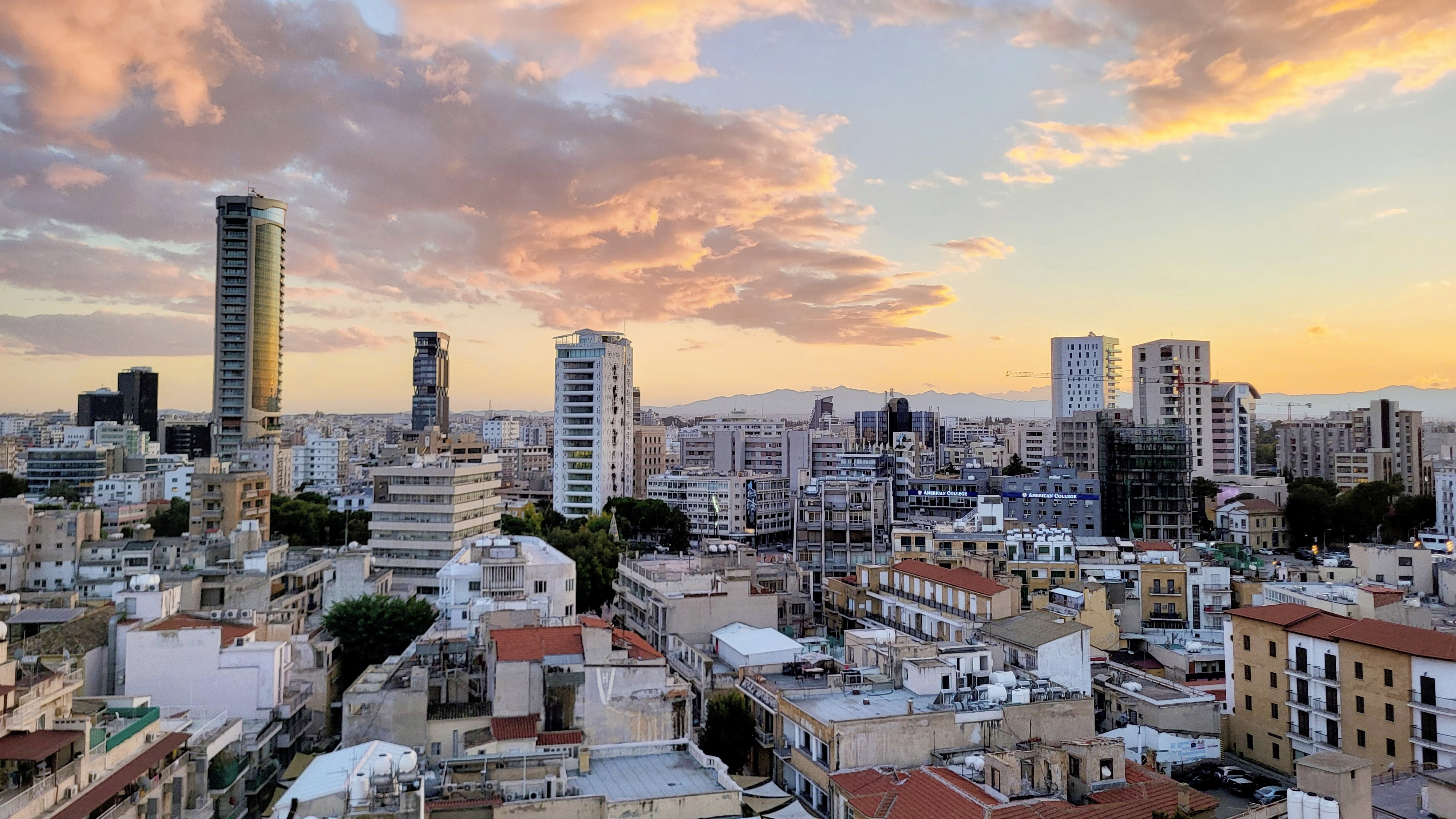
La ligne d'horizon de Nicosie, à Chypre en 2024, vue depuis la tour Shacolas.

En 2023, Chypre traverse une phase majeure de construction qui commence à la fin de 2013 avec l'adoption de lois encourageant la construction. Depuis lors, des centaines de nouvelles unités de logement et d'entreprises en plein essor sont introduites à Chypre chaque année. L'industrie de la construction à Chypre représente 7 % du PIB du pays.
Actuellement, environ 60 bâtiments sont proposés et/ou en construction, et auront une hauteur de plus de 50 mètres une fois terminés, dont environ la moitié sont des gratte-ciel. Le bâtiment résidentiel de grande hauteur récemment achevé, One, est la plus haute tour de Chypre, le plus haut bâtiment résidentiel en bord de mer en Europe et parmi les 100 plus hauts bâtiments de l'Union européenne. Parmi les projets récemment achevés se trouve le 'City of Dreams Mediterranean', qui est le plus grand complexe de casino de l'Union européenne.

## Les bâtiments les plus hauts à Chypre
Les listes suivantes classent tous les gratte-ciel et les bâtiments de grande hauteur à Chypre, mesurant respectivement au moins 100 mètres et au moins 50 mètres de hauteur.

### Gratte-ciel (≥100 mètres)
| Rang | Nom                               | Image    | Ville     | Hauteur | Étages | Année de construction | Usage                                      | Remarques |
| ---- | --------------------------------- | -------- | --------- | ------- | ------ | --------------------- | ------------------------------------------ | --- |
| 1    | One                               |          | Limassol  | 170m    | 38     | 2022                  | Résidentiel                                | Le plus haut bâtiment de Chypre, ainsi que le plus haut bâtiment résidentiel en bord de mer en Europe, et le 48e plus haut bâtiment de l'Union européenne. Conçu par l'architecte britannique Tom Wright (WWK Architects),. |
| 2    | Trilogy West Tower (1/3)          |          | Limassol  | 161m    | 39     | 2023                  | Résidentiel                                | Le deuxième plus haut bâtiment de Chypre. |
| 3    | Trilogy East Tower (2/3)          | Limassol | 148m      | 36      | 2023   | Usage mixte           | Le troisième plus haut bâtiment de Chypre. | |
| 4    | Ritz-Carlton Residences           |          | Limassol  | 138m    | 34     | 2023                  | Résidentiel                                | Conçu par le studio israélien Moshe Tzur Architects & Town Planners. |
| 5    | 360 Nicosia                       |          | Nicosie   | 135m    | 34     | 2020                  | Résidentiel                                | Le plus haut bâtiment de Nicosie. Conçu par l'architecte grecque Maria Gerarchaki. |
| 6    | Dream Tower                       |          | Limassol  | 119m    | 27     | 2023                  | Résidentiel                                | |
| 7    | Ayia Napa Marina East Tower (1/2) |          | Ayia Napa | 115m    | 26     | 2022                  | Résidentiel                                | |
| 8    | Limassol Del Mar East Tower (1/2) |          | Limassol  | 107m    | 27     | 2022                  | Résidentiel                                | Conçu par les architectes Benoy,. |
| 9    | Sky Tower                         |          | Limassol  | 103m    | 24     | 2021                  | Résidentiel                                | Conçu par le studio britannique UHA London,. |
| 10   | Only Tower                        |          | Limassol  | 102m    | 24     | 2020                  | Résidentiel                                | Il est également connu sous le nom de i100 Residences,. |
| 11   | The Icon                          |          | Limassol  | 100m    | 21     | 2021                  | Résidentiel                                | Conçu par le studio chypriote UDS Architects + Designers,. |

### Bâtiments de grande hauteur (50-100 mètres)
| Rang | Nom                               | Emplacement | Hauteur | Étages | Année de construction | Usage                     | Remarques |
| ---- | --------------------------------- | ----------- | ------- | ------ | --------------------- | ------------------------- | --- |
| 1    | Labs Tower                        | Nicosie     | 95m     | 22     | 2022                  | Usage mixte               | Le deuxième plus haut bâtiment de Nicosie. Conçu par l'architecte chypriote Heracles Papachristou et appartenant au milliardaire israélien Teddy Sagi,.                                                                          |
| 2    | Ararat Grand Residences           | Limassol    | 94m     | 24     | 2023                  | Résidentiel               | |
| 3    | The Asteroid                      | Nicosie     | 80m     | 16     | 2022                  | Commercial                | Le plus haut bâtiment uniquement commercial/bureau à Chypre. |
| 4    | Central Park Residence            | Nicosie     | 78m     | 21     | 2018                  | Résidentiel               | Le plus haut bâtiment à Chypre de 2018 à 2020. |
| 5    | Olympic Residences Tower A (1/2)  | Limassol    | 76m     | 20     | 2012                  | Résidentiel               | Le plus haut bâtiment à Chypre de 2012 à 2018 et le plus haut bâtiment à Limassol de 2012 à 2020. Le plus haut bâtiment à Limassol de 1997 à 2012, était le bâtiment de taille moyenne de 10 étages Nicolaou Pentadromos Center. |
| 5    | Olympic Residences Tower B (2/2)  | Limassol    | 76m     | 20     | 2012                  | Résidentiel               | Le plus haut bâtiment à Chypre de 2012 à 2018 et le plus haut bâtiment à Limassol de 2012 à 2020. Le plus haut bâtiment à Limassol de 1997 à 2012, était le bâtiment de taille moyenne de 10 étages Nicolaou Pentadromos Center. |
| 7    | City of Dreams Mediterranean      | Limassol    | 75m     | 16     | 2022                  | Casino / Hôtel            | Le premier complexe de casino intégré de Chypre, le seul de ce type dans l'Union européenne. |
| 7    | The Oval                          | Limassol    | 75m     | 17     | 2017                  | Commercial                | Le plus haut bâtiment commercial/bureau à Limassol,. Conçu par Hakim Khennouchi (WWK Architects). |
| 7    | Wargaming HQ                      | Nicosie     | 75m     | 15     | 2014                  | Commercial                | Également connu sous le nom de President Building. Le plus haut bâtiment commercial/bureau à Nicosie de 2014 à 2021. |
| 10   | Limassol Del Mar West Tower (2/2) | Limassol    | 68m     | 18     | 2022                  | Résidentiel               | Conçu par les architectes Benoy,. |
| 11   | Tower 25                          | Nicosie     | 67m     | 18     | 2013                  | Résidentiel               | Également connu sous le nom de While Wall. Conçu par l'architecte français Jean Nouvel. |
| 12   | The Arc-Ship                      | Limassol    | 66.5m   | 17     | 2018                  | Résidentiel               | [ 28 ] |
| 12   | Soho Resort                       | Paphos      | 66.5m   | 15     | 2023                  | Résidentiel               | |
| 14   | Metropolitan                      | Nicosie     | 66m     | 19     | 2021                  | Gouvernement              | |
| 14   | Cyprus Trade Bank                 | Nicosie     | 66m     | 16     | 1996                  | Commercial                | Le plus haut bâtiment à Chypre de 1996 à 2012. |
| 16   | Leventis Art Gallery              | Nicosie     | 61.4m   | 15     | 2014                  | Galerie / Résidentiel     | [ 30 ] |
| 17   | Nice Dream                        | Nicosie     | 60m     | 15     | 2022                  | Usage mixte               | |
| 17   | Portgate Tower                    | Limassol    | 60m     | 15     | 2022                  | Commercial                | |
| 19   | Radisson Blu                      | Larnaca     | 59m     | 16     | 2018                  | Hôtel                     | Le plus haut bâtiment à Larnaca depuis 2018, et le plus haut hôtel de Chypre. |
| 19   | Eurobank HQ                       | Nicosie     | 59m     | 15     | 2019                  | Commercial                | , |
| 21   | 180° Limassol                     | Limassol    | 57m     | 14     | 2022                  | Résidentiel               | |
| 22   | iHome Block A                     | Limassol    | 56m     | 11     | 2018                  | Résidentiel               | [ 34 ] |
| 23   | Novel Tower                       | Larnaca     | 55m     | 14     | 2010                  | Usage mixte               | Le plus haut bâtiment à Larnaca de 2010 à 2018. |
| 23   | Amathus Residences                | Limassol    | 55m     | 13     | 2023                  | Résidentiel               | |
| 25   | Cedars Oasis                      | Limassol    | 54m     | 16     | 2019                  | Usage mixte               | [ 36 ] |
| 26   | The Tower                         | Limassol    | 53m     | 14     | 2020                  | Résidentiel               | Un bâtiment résidentiel de grande hauteur dans le complexe de St. Raphael Resort and Marina,. |
| 26   | Mediterranean Residences          | Limassol    | 53m     | 14     | 2020                  | Résidentiel               | Un bâtiment résidentiel de grande hauteur dans le complexe du Mediterranean Beach Hotel,. |
| 26   | Athanasiou Tower                  | Limassol    | 53m     | 14     | 2021                  | Résidentiel               | [ 41 ] |
| 29   | Habitat                           | Larnaca     | 52m     | 13     | 2023                  | En construction           | |
| 29   | Irida 3                           | Larnaca     | 52m     | 14     | 2012                  | Gouvernement / Commercial | [ 42 ] |
| 29   | KEMA                              | Nicosie     | 52m     | 12     | 1978                  | Commercial                | Le plus haut bâtiment à Chypre de 1978 à 1996. |
| 32   | Tour Shacolas                     | Nicosie     | 50m     | 11     | 1959                  | Observatoire / Commercial | Le plus haut bâtiment à Chypre de 1959 à 1978. |

## Histoire des bâtiments les plus hauts
| Années    | Bâtiment               | Ville    | Hauteur |
| --------- | ---------------------- | -------- | ------- |
| 2022-     | One                    | Limassol | 170m    |
| 2020-2022 | 360 Nicosia            | Nicosie  | 135m    |
| 2018-2020 | Central Park Residence | Nicosie  | 78m     |
| 2012-2018 | Olympic Residences     | Limassol | 76m     |
| 1996-2012 | Cyprus Trade Bank      | Nicosie  | 66m     |
| 1978-1996 | KEMA                   | Nicosie  | 52m     |
| 1959-1978 | Tour Shacolas          | Nicosie  | 50m     |

## Bâtiment le plus haut par usage
La liste ci-dessous indique les bâtiments les plus hauts par usage. Les bâtiments avec des usages multiples ne sont pas listés.
| Type        | Bâtiment                     | Ville    | Hauteur | Année |
| ----------- | ---------------------------- | -------- | ------- | ----- |
| Résidentiel | One                          | Limassol | 170m    | 2022  |
| Commercial  | The Asteroid                 | Nicosie  | 80m     | 2021  |
| Hôtel       | City of Dreams Mediterranean | Limassol | 75m     | 2022  |

## Bâtiment le plus haut par ville
La liste ci-dessous indique le bâtiment le plus haut par ville.
| Ville     | Bâtiment                          | Hauteur | Année | Usage       |
| --------- | --------------------------------- | ------- | ----- | ----------- |
| Limassol  | One                               | 170m    | 2022  | Résidentiel |
| Nicosie   | 360 Nicosia                       | 135m    | 2020  | Résidentiel |
| Ayia Napa | Ayia Napa Marina East Tower (1/2) | 115m    | 2022  | Résidentiel |
| Paphos    | Soho Resort (2/2)                 | 66.5m   | 2023  | Résidentiel |
| Larnaca   | Raddison Blu                      | 59m     | 2018  | Hôtel       |

## Bâtiments en construction
Cette liste indique les bâtiments qui sont en construction ou qui ont été proposés à Chypre, et qui doivent mesurer au moins 50 mètres.
| En construction | En attente | Approuvé | Proposé |

| Rang | Bâtiment                              | Ville     | Hauteur | Étages | Année | Status          | Usage               | Updates |
| ---- | ------------------------------------- | --------- | ------- | ------ | ----- | --------------- | ------------------- | --- |
| 1    | Aura                                  | Limassol  | 181.5m  | 44     | TBA   | Approuvé        | Résidentiel         | Doit être érigé sur un terrain où se trouve actuellement un centre commercial, / Aucun travail n'a encore commencé.                                                                                    |
| 2    | Limassol NEO Riva (1/4)               | Limassol  | 156m    | 39     | TBA   | En attente      | Résidentiel         | Oct '21: Travaux de fondation. |
| 3    | Areti                                 | Limassol  | 150m    | 37     | TBA   | Proposé         | Résidentiel         | Considéré comme une proposition en suspens. |
| 4    | Radisson Blu Capital                  | Nicosie   | 148,5m  | 36     | TBA   | Proposé         | Hôtel / Résidentiel | Considéré comme une proposition en suspens. |
| 5    | The Limassol Wharf Project Tower A    | Limassol  | 143m    | 35     | TBA   | Approuvé        | Résidentiel         | Des investisseurs chinois ont acquis le terrain 'LOEL', dans la région de Karnagio, et prévoient la construction de trois tours résidentielles de grande hauteur / Aucun travail n'a encore commencé.  |
| 6    | Limassol Blu Marine Poseidon (1/2)    | Limassol  | 132m    | 33     | 2024  | En construction | Usage mixte         | May '24: Le noyau en béton est achevé jusqu'au 30e étage et les dalles de plancher jusqu'au 26e. |
| 7    | Limassol NEO Kaia (2/4)               | Limassol  | 132m    | 33     | TBA   | En attente      | Résidentiel         | [ 45 ] |
| 8    | The Limassol Wharf Project Towers B&C | Limassol  | 128m    | 31     | TBA   | Approuvé        | Résidentiel         | Des investisseurs chinois ont acquis le terrain 'LOEL', dans la région de Karnagio, et prévoient la construction de trois tours résidentielles de grande hauteur. / Aucun travail n'a encore commencé. |
| 9    | Neocleous Tower                       | Limassol  | 120m    | 26     | 2024  | En construction | Usage mixte         | May '24: A commencé à s'élever au-dessus du sol avec des travaux maintenant au 15e étage. |
| 10   | Nicosia One                           | Nicosie   | ≈120m   | ≈30    | TBA   | Proposé         | Usage mixte         | Considéré comme une proposition en suspens. |
| 11   | Limassol Blu Marine Zeus (2/2)        | Limassol  | 116m    | 29     | TBA   | En attente      | Usage mixte         | Oct '21: Étape des travaux de terrassement |
| 12   | Santa Rosa                            | Nicosie   | ≈116m   | ≈29    | TBA   | Proposé         | Usage mixte         | Considéré comme une proposition en suspens. |
| 13   | Limassol NEO Amia (3/4)               | Limassol  | 112m    | 28     | TBA   | En attente      | Résidentiel         | Aucun travail n'a encore commencé. |
| 14   | Ayia Napa Marina West Tower (2/2)     | Ayia Napa | 111m    | 27     | TBA   | En attente      | Résidentiel         | July '20: Fondations en béton coulées. |
| 15   | SunMar Tower                          | Limassol  | 110m    | 25     | 2024  | En construction | Résidentiel         | Mar '23: Le noyau en béton est achevé jusqu'au 21e étage et la structure métallique jusqu'au 13e étage.                                                                                                |
| 16   | Zaria - Grand Hyatt Resort            | Limassol  | 109m    | 25     | TBA   | Approuvé        | Hôtel / Résidentiel | Aucun travail n'a encore commencé. |
| 17   | Larnaca Tower                         | Larnaca   | 109m    | 28     | TBA   | Proposé         | Usage mixte         | |
| 18   | Sofitel Residences (1/2)              | Limassol  | 105m    | 22     | TBA   | Approuvé        | Résidentiel         | Deux tours résidentielles doivent être érigées avec un complexe hôtelier Sofitel./ Aucun travail n'a encore commencé.                                                                                  |
| 19   | Stasikratous Residences               | Nicosie   | 104m    | 26     | TBA   | En construction | Résidentiel         | Apr '24: Structure métallique et noyau au-dessus du sol,. |
| 20   | Staston Project A(1/3)                | Larnaca   | 103,6m  | 27     | TBA   | Proposé         | Usage mixte         | Situé près du port de Larnaca et de la marina. |
| 21   | Total Tower                           | Limassol  | 103m    | 18     | TBA   | Approuvé        | Usage mixte         | Aucun travail n'a encore commencé. |
| 22   | Staston Project B(2/3)                | Larnaca   | 100,7m  | 25     | TBA   | Proposé         | Hôtel               | Situé près du port de Larnaca et de la marina. |
| 23   | Limassol NEO Una (4/4)                | Limassol  | 100m    | 25     | TBA   | En attente      | Résidentiel         | [ 45 ] |
| 24   | Infinity Towers A&B                   | Limassol  | 100m    | 25     | TBA   | En attente      | Résidentiel         | Sep '20: Travaux de terrassement arrêtés. |
| 25   | KeyTree Ltd.                          | Ayia Napa | ≈100m   | ≈25    | TBA   | Proposé         | Hôtel / Usage mixte | |
| 26   | Lord Byron                            | Nicosie   | 100m    | 17     | TBA   | Proposé         | Commercial          | Considéré comme une proposition en suspens. |
| 27   | Sofitel Residences (2/2)              | Limassol  | 97m     | 20     | TBA   | Approuvé        | Résidentiel         | Deux tours résidentielles doivent être érigées avec un complexe hôtelier Sofitel./ Aucun travail n'a encore commencé.                                                                                  |
| 28   | Identity Tower                        | Nicosie   | ≈94m    | 22     | TBA   | Approuvé        | Résidentiel         | Aucun travail n'a encore commencé. |
| 29   | City Gardens                          | Nicosie   | 92m     | 27     | TBA   | Proposé         | Résidentiel         | |
| 30   | QN Kition                             | Larnaca   | 92m     | 23     | 2024  | En construction | Résidentiel         | Apr '23: Construction des niveaux souterrains. |
| 31   | Δ Tower                               | Nicosie   | ≈85m    | ≈22    | TBA   | Proposé         | Résidentiel         | [ 59 ] |
| 32   | Westminster Residences                | Limassol  | 81m     | 17     | TBA   | En construction | Résidentiel         | Sep '22: Préparation/Nettoyage du site. |
| 33   | Sixty6 Tower                          | Limassol  | 81m     | 17     | TBA   | En construction | Résidentiel         | Sep '23: Travaux de fondation. |
| 34   | Sofoklis Building                     | Nicosie   | 80m     | 14     | TBA   | Approuvé        | Commercial          | Aucun travail n'a encore commencé. |
| 35   | The Highgate                          | Limassol  | 78m     | 15     | TBA   | Approuvé        | Commercial          | Aucun travail n'a encore commencé. |
| 36   | Cyprus Tower                          | Nicosie   | ≈78m    | ≈20    | TBA   | Proposé         | Usage mixte         | Considéré comme une proposition en suspens. |
| 37   | Staston Project C(3/3)                | Larnaca   | 75,5m   | 19     | TBA   | Proposé         | Usage mixte         | Situé près du port de Larnaca et de la marina. |
| 38   | Lakemia Tower                         | Limassol  | 75,5m   | 16     | TBA   | Approuvé        | Commercial          | Aucun travail n'a encore commencé. |
| 39   | Clelia Tower                          | Limassol  | 75,3m   | 19     | TBA   | Approuvé        | Résidentiel         | Aucun travail n'a encore commencé. |
| 40   | Avolo Tours A&B                       | Larnaca   | 75m     | 18     | TBA   | Proposé         | Usage mixte         | [ 61 ] |
| 41   | Mandarin Park                         | Limassol  | 71,7m   | 16     | TBA   | Approuvé        | Résidentiel         | Nov '22: Phase de démolition du bâtiment existant / Une tour résidentielle doit être érigée dans la zone touristique de Limassol après la démolition d'un ancien bâtiment.                             |
| 42   | Soho Resort (1/2)                     | Paphos    | 71m     | 16     | TBA   | En attente      | Résidentiel         | Aucun travail n'a encore commencé. |
| 43   | Radisson Residences                   | Larnaca   | 69m     | 19     | TBA   | Proposé         | Usage mixte         | [ 64 ] |
| 44   | Teresan Properties                    | Larnaca   | 69m     | 11     | TBA   | Proposé         | Hôtel / Résidentiel | |
| 45   | Aqua Residences                       | Larnaca   | 67,7m   | 20     | TBA   | Proposé         | Résidentiel         | |
| 46   | Landmark Residences                   | Nicosie   | ≈67m    | 17     | TBA   | Approuvé        | Résidentiel         | [ 65 ] |
| 47   | The Signature                         | Limassol  | 65m     | 15     | 2024  | En construction | Résidentiel         | Jul '23: Travaux au 5e étage. |
| 48   | Orion Towers A&B                      | Nicosie   | 64m     | 17     | TBA   | Approuvé        | Résidentiel         | Aucun travail n'a encore commencé. |
| 49   | Landmark Office Building              | Nicosie   | ≈64m    | 16     | TBA   | Approuvé        | Commercial          | Aucun travail n'a encore commencé. |
| 50   | Ion Tower                             | Larnaca   | 63.6m   | 17     | TBA   | Approuvé        | Commercial          | Aucun travail n'a encore commencé. |
| 51   | NYX Hotel                             | Nicosie   | ≈60m    | 15     | TBA   | Approuvé        | Hôtel               | Aucun travail n'a encore commencé. |
| 52   | Fairways Centre Point                 | Limassol  | ≈60m    | ≈15    | TBA   | Proposé         | Commercial          | Considéré comme une proposition en suspens. |
| 53   | Tropaion                              | Larnaca   | ≈60m    | ≈12    | TBA   | Proposé         | Commercial          | |
| 54   | A.C. Prospecta Homes                  | Paphos    | 60m     | ≈12    | TBA   | Proposé         | Usage mixte         | |
| 55   | Platinum Plaza                        | Limassol  | 58m     | ≈13    | TBA   | En construction | Commercial          | May '23: Préparation/Nettoyage du site. |
| 56   | Sky Gardens Blocs A&B                 | Limassol  | ≈56m    | ≈14    | TBA   | Approuvé        | Résidentiel         | 'Sky Gardens' doit être érigé près du nouveau complexe de casino de Limassol./ Aucun travail n'a encore commencé.                                                                                      |
| 57   | Central Bloc A                        | Nicosie   | 55,3m   | ≈15    | TBA   | Proposé         | Commercial          | [ 70 ] |
| 58   | Trilogy North Tower (3/3)             | Limassol  | 55m     | 13     | 2024  | En construction | Résidentiel         | Le pieutage de la North Tower de Trilogy est terminé. |
| 59   | The Gallery                           | Limassol  | 54,2m   | ≈14    | TBA   | Approuvé        | Usage mixte         | Aucun travail n'a encore commencé. |
| 60   | Golden Tower                          | Nicosie   | ≈54m    | ≈13    | TBA   | Proposé         | Commercial          | |
| 61   | Intercity (QIII)                      | Larnaca   | 53,2m   | ≈13    | TBA   | Approuvé        | Commercial          | Aucun travail n'a encore commencé. |

## Structures les plus hautes
La liste suivante est une liste de toutes les structures à Chypre, autres que les bâtiments, d'une hauteur supérieure à 100 mètres. Une structure diffère d'un bâtiment de grande hauteur par son absence d'étages et son absence d'habitabilité.[réf. nécessaire]
| Rang | Nom                                    | Ville   | Usage                | Hauteur |
| ---- | -------------------------------------- | ------- | -------------------- | ------- |
| 1    | Psimolofou Radio Mast                  | Nicosie | Antenne              | 193m    |
| 2    | Cheminée de la Vasilikos Power Station | Larnaca | Production d'énergie | 138m    |